# Nhân Bình Vương hậu
Nhân Bình Vương hậu (Hangul: 인평왕후, chữ Hán: 仁平王后), là vương hậu đầu tiên của vua Cao Ly Văn Tông. Sử sách ghi chép rất ít về bà.
Bà là công chúa của vua Cao Ly Hiển Tông và Nguyên Thành Vương hậu. Xét vai vế thì bà là chị em cùng cha khác mẹ với Cao Ly Văn Tông, và là chị em ruột thịt với 2 vua Cao Ly Đức Tông và Cao Ly Tĩnh Tông. Khi Cao Ly Văn Tông lên ngôi vua vào năm 1046 thì đã tấn phong bà làm vương hậu. Bà không có con với ông.
Sau khi mất bà được truy phong là Nhân Bình Vương hậu.